# Pròsper d'Aquitània
|  | Per a altres significats, vegeu «Sant Pròsper». |

Pròsper d'Aquitània (Llemotges?, ca. 390 - Marsella, 460) o Prosperus Tyro o Aquitanus o també Aquitanicus, va ser un escriptor eclesiàstic romà que va florir a la primera meitat del segle v. És venerat com a sant per diverses confessions cristianes.

## Biografia
D'origen aquità, probablement de Llemotges, no s'han conservat dades de la seva vida primerenca, però segurament va fer els estudis superiors de l'època. A partir de l'obra Poema coniugis ad uxoris es pot induir que era casat. Cap al 426, es traslladà a Marsella i, amb consentiment de la seva muller, entrà a l'Abadia de Sant Víctor, fundada per Joan Cassià, com a germà llec; de fet, mai no va rebre els ordes sagrats.
Va conèixer les obres d'Agustí d'Hipona i començà a apreciar-ne el pensament, especialment el contrari a l'heretgia dels semipelagians, llavors molt estesa. Amb un altre laic anomenat Hilari (conegut com a Hilarius Prosperianus o simplement Prosperianus per evitar confusions), van informar Agustí de l'avenç de l'heretgia a Marsella i el bisbe d'Hippo Regius els remeté dos escrits: De praedestinatione sanctorum, i De dono perseverantiae, les dues últimes obres que escrigué. Les obres d'Agustí tampoc no van influir en els semipelagians i Pròsper i Hilari van anar a Roma per obtenir el suport de papa Celestí I qui, el 431, va emetre l'Epistola ad episcopos Gallorum, on denunciava l'heretgia de Joan Cassià i advertia tots els dignataris de l'església que prohibissin als seus preveres de difondre la nefasta heretgia de Cassià.
De nou a Marsella, Pròsper va escriure diverses obres de controvèrsia. El 440 tornà a Roma, ara amb l'ardiaca Lleó, que després seria papa, i va fer que Pròsper s'hi quedés per ocupar-se de la cancelleria pontifícia. Mentrestant, Pròsper va difondre i defensar l'obra d'Agustí en nombrosos llibres de contingut exegètic i teològic. Un temps després deixa de ser esmentat (la darrera obra data de vers el 455). Va morir cap al 463, a Marsella.

## Obres
Va escriure obre teològiques, històriques i poètiques.
De les primeres (les teològiques) els títols són:
- - Epistola ad Augustinum de Reliquiis Pelagianae Haereseos in Gallia, escrita entre els anys 427 i 429, de gran importància per a la història del semipelagianisme.
  - Epistola ad Rufinum de Gratia et Libero Arbitrio, escrita quan Agustí encara era viu i, per tant, no més tard de mitjans del 430.
  - Pro Augustino Responsiones ad Capilula Objectionum Gallorum calummantium, escrit probablement el 431.
  - Pro Augustini Doctrina Responsiones ad Capitula Objectionum Vincentianarum, també del 431.
  - Pro Augustino Responsiones ad Excerpta quae de Genuensi Civitate sunt missa, obra actualment perduda.
  - De Gratia Dei et Libero Arbitrio Liber, per respondre a les doctrines de Joan Cassià.
  - Psalmorum a C. usque ad CL. Expositio, segurament de l'any 435.
  - Sententiarum ex Operitus S. Augustini delibaturum Liber unus, recopilat l'any 451.
- Obres teològiques dubtoses són:
  - Confessiones, atribuïdes de vegades a Pròsper de Tir, que seria un personatge diferent.
  - De Vocatione Gentium Libri duo, hi ha diversitat d'opinions sobre l'autor real: Erasme l'atribueix a Euqueri de Lió, altres a Lleó el Gran i alguns al seu company Hilarius Prosperianus.
  - Ad Sacram Virginem Demetriadem Epistola s. De Humilitate Christiana Tractatus, se suposa escrit l'any 440.
  - Praetcritorum Sedis Apostolicae Episcoporum Auctoritates de Gratia Dei et Libero Voluntatis Arbitrio, escrita cap al 441. Va ser comentada per primera vegada per Dionís l'Exigu.
- Obres atribuïdes erròniament:
  - De Vita Contemplativa Libri tres, redactat amb tota probabilitat per Julià Pomeri, un religiós gal·les del segle v.
  - De Promissionibus et Praedictionibus Dei, Cassiodor li atribueix, però és d'algun autor africà.
- Obres històriques: en elles transmet les idees augustinianes de la universalitat de la voluntat salvífica de Déu i la predestinació, que fa que Déu concedeixi a tothom prou gràcia per salvar-se, negant la predestinació al pecat: qui es perd ho fa per voluntat pròpia.
  - Chronicum integrum, crònica universal des dels orígens al regnat de Genseric,
  - Chronicon Consulare, del 379, al 455, amb els esdeveniments classificats segons els cònsols romans. Dona breus notícies dels emperadors romans, els bisbes de Roma i diversos fets referents a l'església, sobretot els relacionats amb l'heretgia pelagiana.
  - Chronicon Imperiale, o Chronicon Pithoeanum, que cobreix els mateixos anys que l'obra anterior, però la cronologia es basa en els emperadors i no en els cònsols. Alguns erudits consideren que és obra de Pròsper de Tir, però no s'ha pogut demostrar que sigui una persona diferent a Pròsper d'Aquitània.
  - Un crònica annexa a l'anterior que comença amb Adam, però que probablement no fou escrita per Pròsper
- Obres poètiques: 
  - Exsententis S. A Augustini Epigrammalum Liber unus, 106 epigrames en vers elegíac sobre diversos temes relacionats amb la teologia.
  - Carmen de Ingratis, en hexàmetres dàctils.
  - In Obtrectatorem S. Augustini Epigramma, en versos elegíacs.
  - Sis versos elegíacs
  - Epitaphium Nestorianae et Pelagianae haereseon, en 11 versos elegíacs, escrits després de la condemna del Nestorianisme.
  - Uxorem hortatur ut se totam Deo dedicet, en 53 versos elegíacs.

## Veneració
Va ésser venerat com a sant. L'únic testimoni d'aquest culte, però, és un fresc de la basílica de San Clemente de Roma, on es presenta amb l'aureola, els cabells tallats com un monjo i una túnica. Confós amb sant Pròsper de Reggio Emília, que se celebra el 25 de juny, va ésser inclòs al Martirologi de Cesare Baronio en aquesta data.